# После любви (фильм, 2012)
«После любви» (фр. À perdre la raison) — фильм режиссёра Жоакина Лафосса.

## Сюжет
Мюриэль и Мунир молоды, красивы и счастливы. Они страстно влюблены друг в друга и решают пожениться. Она — бельгийская девушка из среднего класса, учительница в муниципальной школе. Он — выходец из семьи марокканских эмигрантов, которого много лет назад взял под своё крыло доктор Андре Пинге. После свадьбы Пинге приглашает молодоженов пожить в его просторной квартире. Доктор окружает их заботой и родительским теплом, а детям, которые появляются в семье один за другим, становится любящим дедушкой. Но его опека и постоянное вмешательство в жизнь Мюриэль и Мунира со временем начинают действовать разрушающе, предчувствие приближающейся кровавой развязки заполняет экран… В основе фильма — реальная история, которая несколько лет назад потрясла всю Бельгию.

## В ролях
| Актёр          | Роль        |
| -------------- | ----------- |
| Эмили Декьен   | Мюриэль     |
| Нильс Ареструп | Андре Пинге |
| Тахар Рахим    | Мунир       |

## Награды
Приз Каннского кинофестиваля за лучшую женскую роль в программе «Особый взгляд» (Эмили Декьенн), 2012 год

Номинация — особый взгляд Каннского кинофестиваля — Каннский кинофестиваль, 2012 год

Номинация — лучшая женская роль (Эмили Декьенн) Европейская киноакадемия, 2012 год

## Премьера
22 мая 2012 — Франция, Каннский кинофестиваль

30 мая 2012 — Бельгия

29 июня 2012 — Чехия, Международный кинофестиваль в Карловых Варах

24 июля 2012 — Польша

13 сентября 2012 — Нидерланды

21 сентября 2012 — Швейцария, Кинофестиваль в Цюрихе

28 сентября 2012 — Германия, Кинофестиваль в Гамбурге

12 октября 2012 — США, Международный кинофестиваль в Нью-Йорке

30 октября 2012 — Бразилия, Международный кинофестиваль в Сан-Паоло

14 февраля 2013 — Россия

21 февраля 2013 — Португалия

10 мая 2013 — Великобритания